# ثعبان البحر

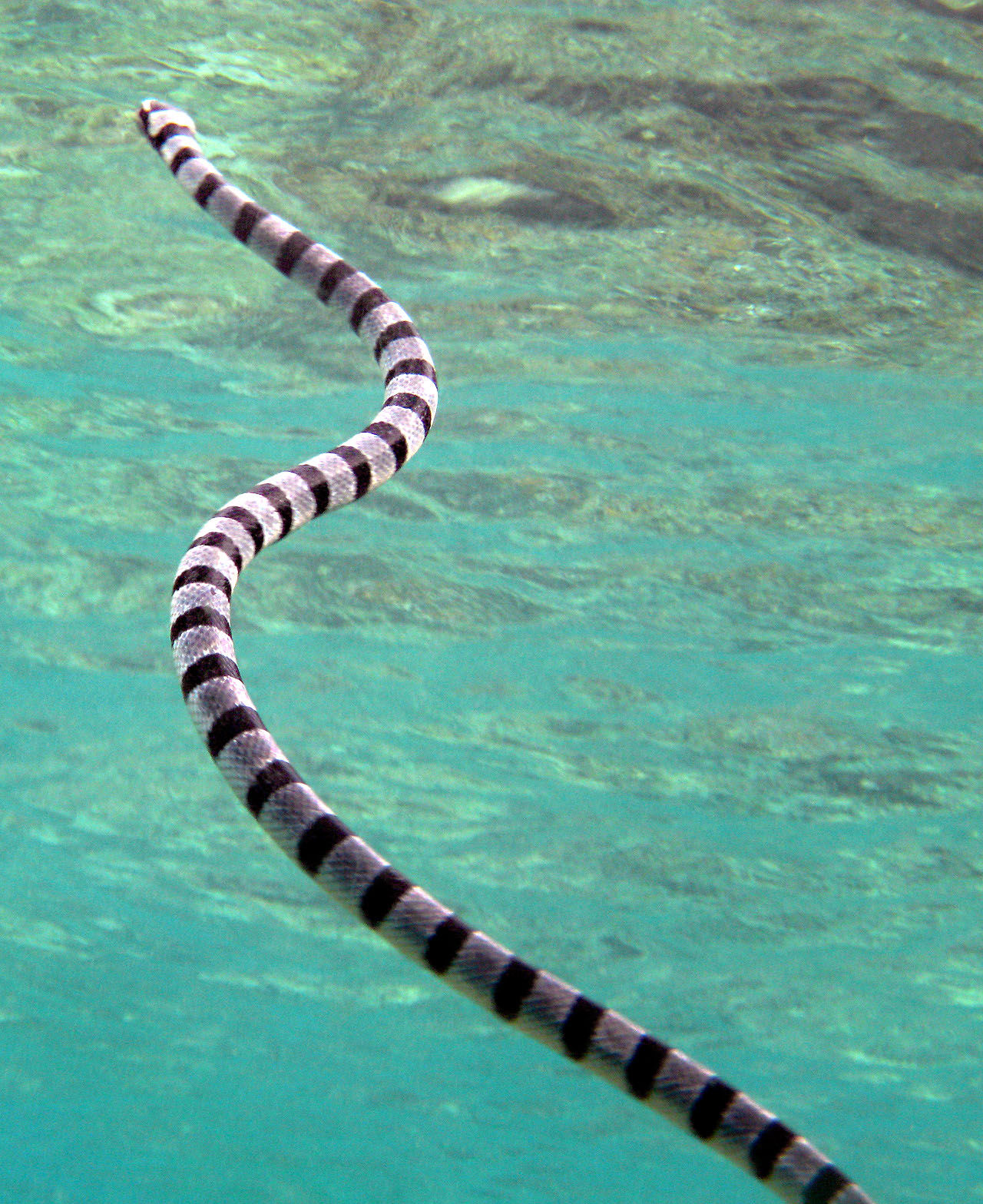
ثعبان البحر

الثعابين البحرية، أو ثعابين الشعاب المرجانية، هي ثعابين صغيرة تعيش في البيئات البحرية طوال معظم حياتها أو كلها. وهي تنتمي إلى فصيلتين فرعيتين، هما Hydrophiinae وLaticaudinae. تشمل Hydrophiinae أيضًا الثعابين الأرضية الأسترالية، في حين تشمل Laticaudinae فقط ثعبان البحر (Laticauda)، والذي توجد ثلاثة أنواع منه حصريًا في المياه العذبة. إذا تم استبعاد هذه الأنواع الثلاثة من المياه العذبة، فهناك 69 نوعًا من ثعابين البحر مقسمة بين سبعة أجناس.
معظم ثعابين البحر سامة، باستثناء جنس Emydocephalus، الذي يتغذى حصريًا تقريبًا على بيض الأسماك. تتكيف ثعابين البحر على نطاق واسع مع الحياة المائية الكاملة ولا يمكنها التحرك على الأرض، باستثناء ثعبان البحر، الذي له حركة أرضية محدودة. توجد هذه الثعابين في المياه الساحلية الدافئة من المحيط الهندي إلى المحيط الهادئ وهي وثيقة الصلة بالثعابين الأرضية السامة في أستراليا.
تتميز جميع الثعابين البحرية بذيول تشبه المجداف والعديد منها لها أجسام مضغوطة جانبيًا مما يمنحها مظهرًا يشبه ثعبان البحر. وعلى عكس الأسماك، فهي لا تحتوي على خياشيم ويجب أن تطفو على السطح بانتظام للتنفس. جنبًا إلى جنب مع الحيتانيات، فهي من بين أكثر الفقاريات التي تتنفس الهواء على الإطلاق. ومن بين هذه المجموعة أنواع ذات بعض أقوى السموم بين جميع الثعابين. يتمتع بعضها بتصرفات لطيفة ولا يعض إلا عند استفزازه، بينما يكون البعض الآخر أكثر عدوانية.